# Carlos Zárate Fernández
Carlos Zárate Fernández (Puertollano, 17 luglio 1980) è un ex ciclista su strada spagnolo, professionista dal 2004 al 2007.

## Carriera
Passò al professionismo nel 2004 con la Comunidad Valenciana, con la quale conquista una tappa alla Vuelta al País Vasco, per trasferirsi nel 2006 alla Saunier Duval-Prodir, dove rimase fino al 2007.
Nel giugno 2006 venne coinvolto nell'affare-doping denominato Operación Puerto.
Inizialmente sospeso dalla federazione ciclistica spagnola, professò sempre la propria innocenza, arrivando a proporre all'UCI di confrontare il proprio DNA con quello presente nelle sacche di sangue rinvenute presso il dottor Eufemiano Fuentes.
Reintegrato nel proprio team, non venne tuttavia confermato per il 2008, rimanendo senza squadra e abbandonando il professionismo.  

## Palmarès
- 2003 (Under-23)

3ª tappa Cinturón Ciclista Internacional a Mallorca
5ª tappa Cinturón Ciclista Internacional a Mallorca
1ª tappa Vuelta a Coruña
4ª tappa Vuelta a Coruña
- 2004 (Comunidad Valenciana-Kelme, una vittoria)

3ª tappa Vuelta al País Vasco (Zalla > Vitoria-Gasteiz)